# كارلوس باريدو
كارلوس باريدو (بالإسبانية: Carlos Barredo)‏ مواليد 5 يونيو 1981 في أوفييدو، هو دراج إسباني سابق في صنف سباق الدراجات على الطريق.

## وصلات خارجية
- الموقع الرسمي

## روابط خارجية
- كارلوس باريدو على موقع الاتحاد الدولي للدراجات (الإنجليزية)
- كارلوس باريدو على موقع أرشيف الدراجات (الإنجليزية)
- كارلوس باريدو على موقع إحصائيات الدراجات الإحترافية (الإنجليزية)
- كارلوس باريدو على موقع نسبة الدراجات (الإنجليزية)
- كارلوس باريدو على موقع CycleBase (الإنجليزية)